# جاك إميل إدوارد براندون
جاك إميل إدوارد براندون (بالفرنسية: Édouard Brandon)‏ هو رسام فرنسي، ولد في 3 يوليو 1831 في باريس في فرنسا، وتوفي بنفس المكان في 20 مايو 1897.